# Ӳ
Ӳは、キリル文字のひとつ。チュヴァシ語で主に使われる。

## 呼称
- チュヴァシ語：

## 音素
- 全てÜと同じ円唇前舌狭母音[y] = [y]を表す。

## アルファベット上の位置
- УとФの中間